# Halocypris striata
Halocypris striata är en kräftdjursart som beskrevs av G. W. Müller 1906. Halocypris striata ingår i släktet Halocypris och familjen Halocyprididae. Inga underarter finns listade i Catalogue of Life.